# Église Sant'Atanasio dei Greci
L'église Sant'Atanasio dei Greci (en français : église Saint-Athanase-des-Grecs) est une église romaine dédiée à saint Athanase d'Alexandrie située dans le rione de Campo Marzio. C'est une des églises nationales de la Grèce dont le culte est célébré selon le rite byzantin de l'église grecque-catholique hellène. Depuis 1962, elle est le siège du titre cardinalice de Sant'Atanasio.

## Historique
En 1573, le pape Grégoire XIII établit la congrégation des Grecs qui proposent la fondation d'un collège grec pour la formation religieuse du clergé catholique oriental. Le collège est fondé en 1577 Via dei Greci puis déménage Via del Babuino. En 1580, débute la construction de l'église grecque dédiée à Athanase d'Alexandrie dont la construction est confiée à Giacomo della Porta qui l'achève en 1583. Depuis la création du collège grec, la majorité des étudiants viennent des communautés albanaises d'Italie et de Sicile, Melchites, Grecs, auxquels s'ajoutent plus récemment les Ukrainiens, les Hongrois, les Bulgares, les Biélorusses, les Roumains et les Slovaques.
Jusqu'en 1872, l'église officie selon le rite romain et le rite grec, à partir de cette date, il est décidé de le confier définitivement à la congrégation pour les Églises orientales. À cette occasion, l'iconostase en bois de Francesco Traballesi est enlevée (beaucoup de ses peintures sont conservées et sont toujours dans le collège adjacent à l'église) et la nouvelle disposition intérieure de l'église est confiée à Andrea Busiri Vici. Une nouvelle iconostase est construite et la partie inférieure de l'abside est revêtue de marbres blancs et gris. Le pape Jean XXIII élève l'église en titre cardinalice le 22 mars 1962.

## Architecture et décorations

### Façade
La façade, complétée par Martino Longhi l'Ancien, est encadrée par deux clochers. elle est divisée en deux ordres par une corniche de marbre ; sur la partie inférieure, œuvre  de Giacomo della Porta, se trouve le portail et deux niches de chaque côté, dans la partie supérieure, un vitrail avec deux inscriptions, l'une en grec et l'autre en latin en l'honneur de saint Athanase. Au-dessus du clocher de gauche se trouve une horloge donnée par le pape Clément XIV en 1771 qui ne fait pas face à la Via del Babuino. Au-dessus de la Via dei Greci, qui longe le côté gauche de l'église, un passage voûté mène au collège pontifical grec.

### Intérieur

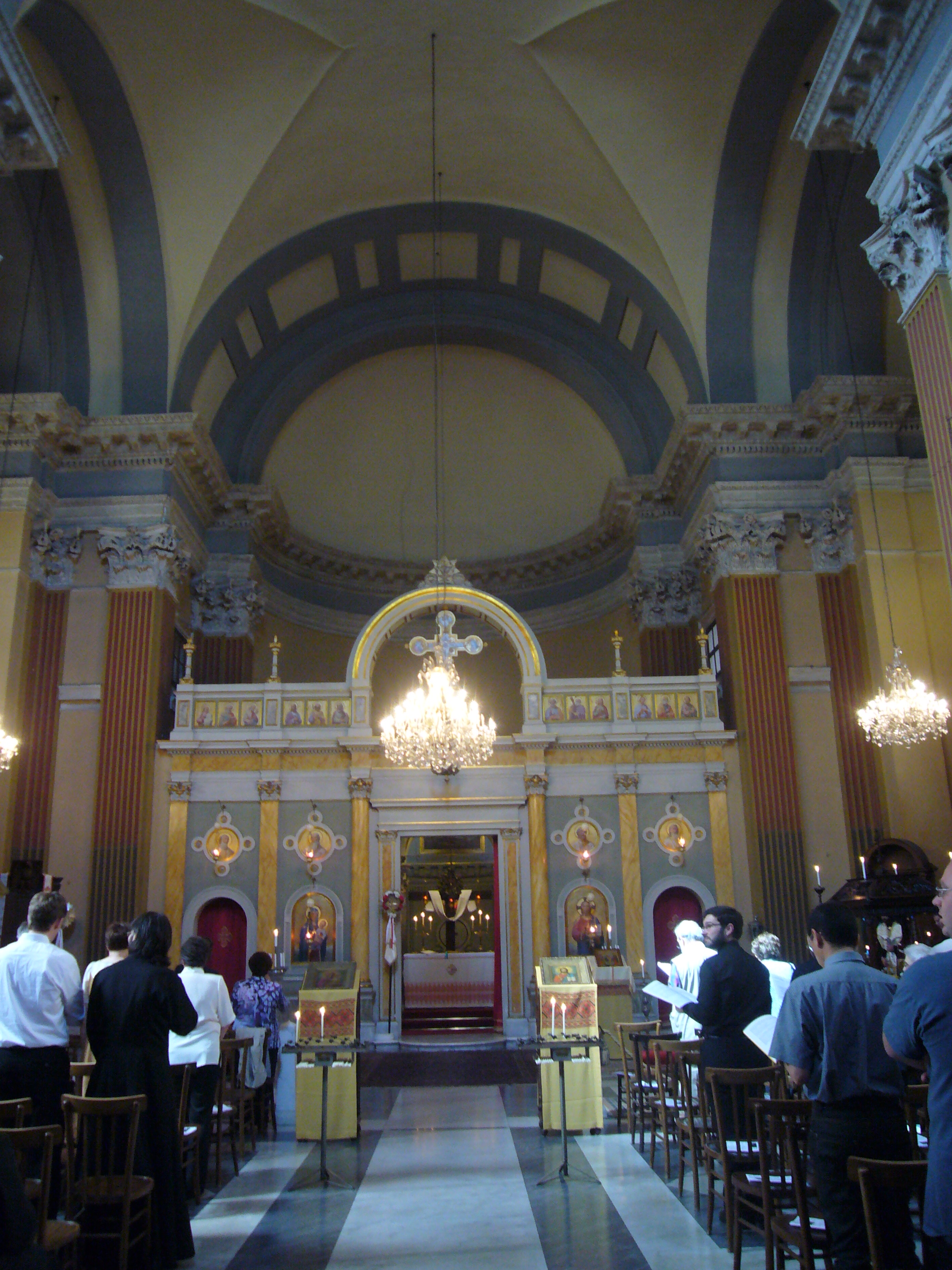
Intérieur de l'église avec l'iconastase

L'intérieur a une seule nef avec une chapelle de chaque côté et une voûte en berceau ; le plan forme un trèfle, c'est-à-dire deux absides sur les côtés et une abside au fond, selon un schéma byzantin, exemple rare de l'architecture romaine. La décoration intérieure est d'abord confiée à Francesco Traballesi (Florence 1541 - Mantoue 1588) à qui l'on doit les fresques dans les chapelles latérales, représentant l'Annonciation à droite et Jésus parmi les docteurs du Temple à gauche, ainsi que l'iconostase primitive en bois, dont des fragments sont conservés au Collège Grec. Traballesi reprend aussi les œuvres du Cavalier d'Arpin en 1585, à qui l'on doit les fresques de l'Assomption de Marie et de la Crucifixion (abside droite et gauche). L'iconostase actuelle en bois est une œuvre du XVIIe siècle et sépare l'autel principal de la nef, comme utilisé dans les liturgies orientales.